# دوري اسطنبول لكرة القدم 1950–51
دوري اسطنبول لكرة القدم 1950–51 (بالتركية: 1950-51 İstanbul Futbol Ligi)‏ هو موسم من دوري اسطنبول لكرة القدم ‏. فاز فيه نادي بشكتاش.